# John H. Klippart
John Hancock Klippart (1823–1878) là một nhà nông học người Mỹ và chuyên gia về canh tác lúa mì.

## Tiểu sử
Klippart sinh ra ở Canton, Ohio vào ngày 26 tháng 7 năm 1823. Klippart làm việc cho Ủy ban Nông nghiệp bang Ohio và được mô tả là "cá nhân có hiểu biết nhất" trong nhiệm kỳ của ông về việc trồng lúa mì. Ông đã xuất bản một cuốn sách lớn vào năm 1858 ghi lại thông tin về cây lúa mì và nông nghiệp.
Klippart là một nhà học thuyết tiến hóa sớm đã đề cập đến khái niệm chọn lọc tự nhiên. Theo nhà sử học khoa học Conway Zirkleː "Vào năm 1858, Klippart đã chỉ ra cách tự nhiên có thể thay thế một thứ hoặc một loài lúa mì khác."
Ông qua đời tại nhà riêng ở Columbus, Ohio vào ngày 24 tháng 10 năm 1878.

## Tác phẩm tiêu biểu
- An Essay on the Origin, Growth, Diseases, Varieties, etc., of the Wheat Plant (1858)
- The Wheat Plant: Its Origin, Culture, Growth, Development, Composition, Varieties, Diseases, Etc., Etc. Together With a Few Remarks on Indian Corn, its Culture, Etc. (1860)
- The Principles and Practice of Land Drainage (1861)